# La Mola (Santa Magdalena de Polpís)
El Pic de la mola és un cim de 483 metres d'altura. Marca el límit dels termes municipals de Santa Magdalena de Pulpis i Cervera del Maestre -Baix Maestrat. En el seu cim hi ha un vèrtex geodèsic de referència amb un monòlit que ho indica. Es pot albirar el mar i moltes localitats propers del Baix Maestrat i del Montsià.